# Herrarnas tvåa utan styrman i rodd vid olympiska sommarspelen 1996
Herrarnas tvåa utan styrman i rodd vid olympiska sommarspelen 1996 avgjordes mellan den 21 och 27 juli 1996.

## Medaljörer
| Gren              | Guld                                     | Silver                                 | Brons                                   |
| Tvåa utan styrman | Matthew Pinsent och Steve Redgrave (GBR) | David Weightman och Robert Scott (AUS) | Michel Andrieux och J. C. Rolland (FRA) |

## Resultat

### A-final
| Placering | Roddare                            | Land           | Tid     |
| --------- | ---------------------------------- | -------------- | ------- |
| 1         | Matthew Pinsent och Steve Redgrave | Storbritannien | 6:20,09 |
| 2         | David Weightman och Robert Scott   | Australien     | 6:21,02 |
| 3         | Michel Andrieux och J. C. Rolland  | Frankrike      | 6:22,15 |
| 4         | Marco Penna och Walter Bottega     | Italien        | 6:28,61 |
| 5         | Toni Dunlop och Dave Schaper       | Nya Zeeland    | 6:29,24 |
| 6         | Marko Banović och Ninoslav Saraga  | Kroatien       | 6:30,48 |